# Solmaris lenticula
Solmaris lenticula är en nässeldjursart som beskrevs av Ernst Haeckel 1879. Solmaris lenticula ingår i släktet Solmaris och familjen Solmarisidae.
Artens utbredningsområde är Indiska oceanen. Inga underarter finns listade i Catalogue of Life.